# رأس العين (أورفة)
رأس العين (بالتركية: Ceylanpınar) مدينة في محافظة أورفة في جنوب شرق تركيا حاليًا. هي يقع فيها الجزء التاريخي من مدينة رأس العين السورية، ولكن قسمتها معاهدة لوزان عام 1923 إلى شطرين، حيث وقع الشطر الواقع شمال خط سكة الحديد داخل تركيا، وأطلقت تركيا اسم جيلانبينار (بالتركية: Ceylanpınar) (أو نبع الغزال) على الجانب الواقع ضمن حدودها ضمن حملة التتريك. وقد قامت المديرية العامة للشؤون الزراعية بحملة لحماية الغزلان من الصيد والتي كانت على وشك الانقراض ويقدر عددها في المنطقة بحوالي 900 غزال.

## المناخ
يظهر الجدول التالي التغييرات المناخية على مدار السنة لرأس العين:
| البيانات المناخية لـرأس العين     | البيانات المناخية لـرأس العين | البيانات المناخية لـرأس العين | البيانات المناخية لـرأس العين | البيانات المناخية لـرأس العين | البيانات المناخية لـرأس العين | البيانات المناخية لـرأس العين | البيانات المناخية لـرأس العين | البيانات المناخية لـرأس العين | البيانات المناخية لـرأس العين | البيانات المناخية لـرأس العين | البيانات المناخية لـرأس العين | البيانات المناخية لـرأس العين | البيانات المناخية لـرأس العين |
| الشهر                             | يناير                         | فبراير                        | مارس                          | أبريل                         | مايو                          | يونيو                         | يوليو                         | أغسطس                         | سبتمبر                        | أكتوبر                        | نوفمبر                        | ديسمبر                        | المعدل السنوي                 |
| --------------------------------- | ----------------------------- | ----------------------------- | ----------------------------- | ----------------------------- | ----------------------------- | ----------------------------- | ----------------------------- | ----------------------------- | ----------------------------- | ----------------------------- | ----------------------------- | ----------------------------- | ----------------------------- |
| متوسط درجة الحرارة الكبرى °م (°ف) | 11 (52)                       | 13 (55)                       | 18 (64)                       | 23 (73)                       | 30 (86)                       | 37 (99)                       | 40 (104)                      | 40 (104)                      | 36 (97)                       | 28 (82)                       | 20 (68)                       | 13 (55)                       | 26 (78)                       |
| متوسط درجة الحرارة الصغرى °م (°ف) | 0 (32)                        | 1 (34)                        | 4 (39)                        | 8 (46)                        | 12 (54)                       | 17 (63)                       | 20 (68)                       | 19 (66)                       | 15 (59)                       | 10 (50)                       | 4 (39)                        | 1 (34)                        | 9 (49)                        |
| الهطول مم (إنش)                   | 70 (2.8)                      | 66 (2.6)                      | 62 (2.4)                      | 44 (1.7)                      | 22 (0.9)                      | 0 (0)                         | 0 (0)                         | 0 (0)                         | 0 (0)                         | 22 (0.9)                      | 44 (1.7)                      | 69 (2.7)                      | 399 (15.7)                    |
| متوسط أيام هطول الأمطار           | 12                            | 11                            | 11                            | 10                            | 7                             | 0                             | 0                             | 0                             | 0                             | 5                             | 9                             | 11                            | 76                            |
| المصدر: Weatherbase               |                               |                               |                               |                               |                               |                               |                               |                               |                               |                               |                               |                               |                               |